# Courage C65

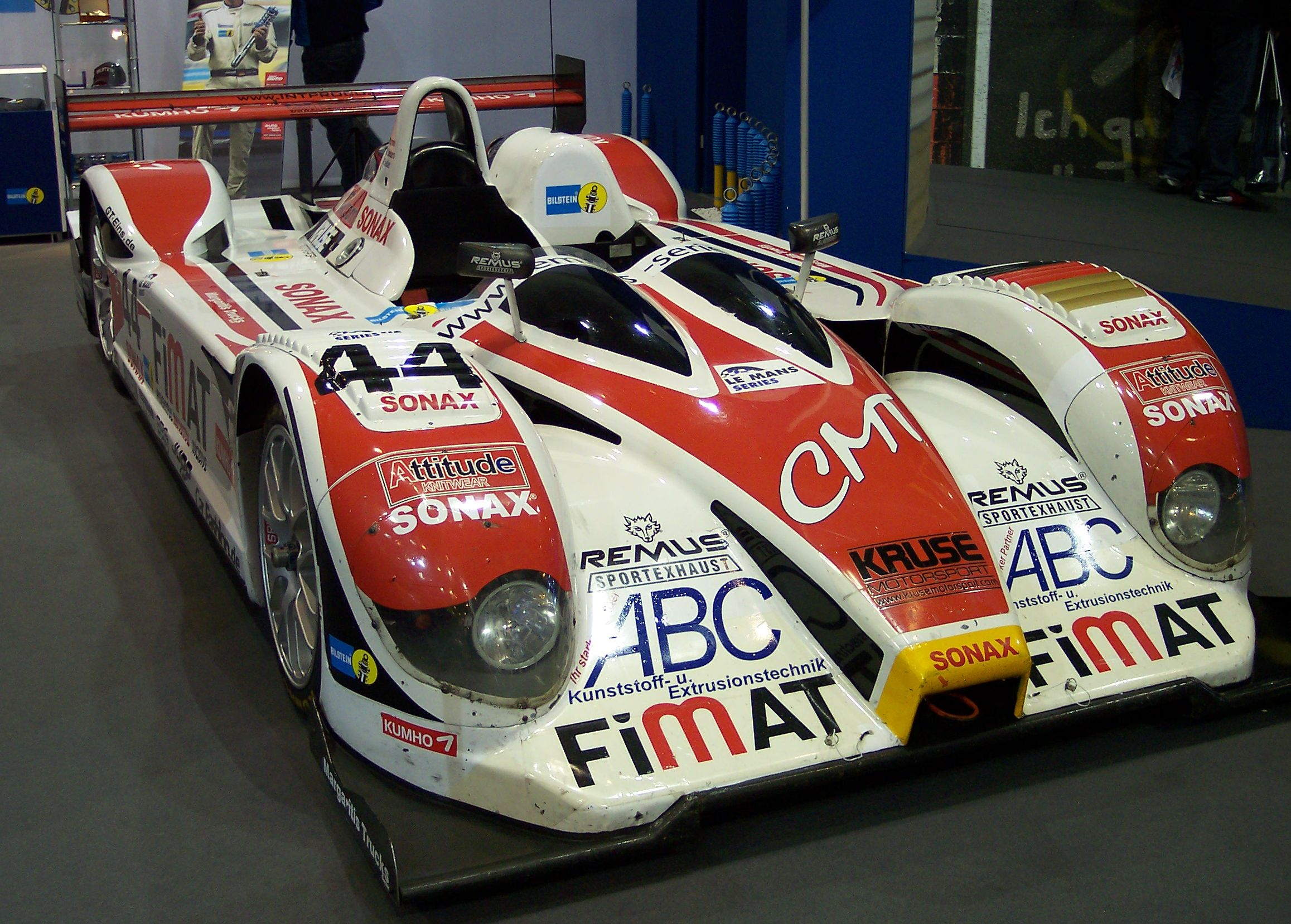
Courage C65

Der Courage C65 war ein Le-Mans-Prototyp, der von Courage Compétition gebaut wurde und den Rennteams von 2003 bis 2008 bei Sportwagenrennen einsetzten.

## Entwicklungsgeschichte und Technik
Der C65 basierte weitgehend auf den C60 und wurde als Alternative zu dem LMP900-Fahrzeug 2003 für die kleinere LMP675-Klasse entwickelt. Insgesamt entstanden bei Courage 10 Chassis, die einerseits vom Werksteam eingesetzt wurden und anderseits an diverse Privatteams abgegeben wurden.

## Renngeschichte
Sein Debüt gab der Rennwagen beim 24-Stunden-Rennen von Le Mans 2003. Am Steuer des Werkswagen saßen die zwei Franzosen Philippe Alliot und David Hallyday – der Sohn des französischen Musikers Johnny Hallyday, der selbst Karriere in der Showbranche machte, ging immer wieder bei ausgewählten Sportwagenrennen an den Start – und der Schwede Carl Rosenblad. Das Trio beendete das Rennen nach einem Motorschaden frühzeitig. Zum letzten Mal kam ein C65 2008 beim 6-Stunden-Rennen von Vallelunga zum Einsatz. Gemeldet wurde der Wagen von der italienischen Rennmannschaft Audisio & Benvenuto. Nach einem zweiten Rang im Training fiel der Wagen nach einem technischen Defekt aus. Dazwischen lagen sechs erfolgreiche Jahre für dieses Rennfahrzeug, die vor allem in der Le Mans Series und der American Le Mans Series eingefahren wurden.
Über die Jahre kamen auch unterschiedliche Motorenkonzepte zum Einsatz. Die ersten Werks-C65 hatten einen JPX-V6-Motor. Paul Belmondo vertraute bei seinem C65 auf Motoren von AER und Mecachrome. Die Teams in der ALMS fuhren den C65 mit einem Wankelmotor von Mazda.